# Анзяк
Анзя́к (рос. Анзяк, башк. Әнйәк) — село у складі Дуванського району Башкортостану, Росія. Входить до складу Рухтінської сільської ради.
Населення — 382 особи (2010; 371 у 2002).
Національний склад:
- росіяни — 88 %